# Áilu Valle

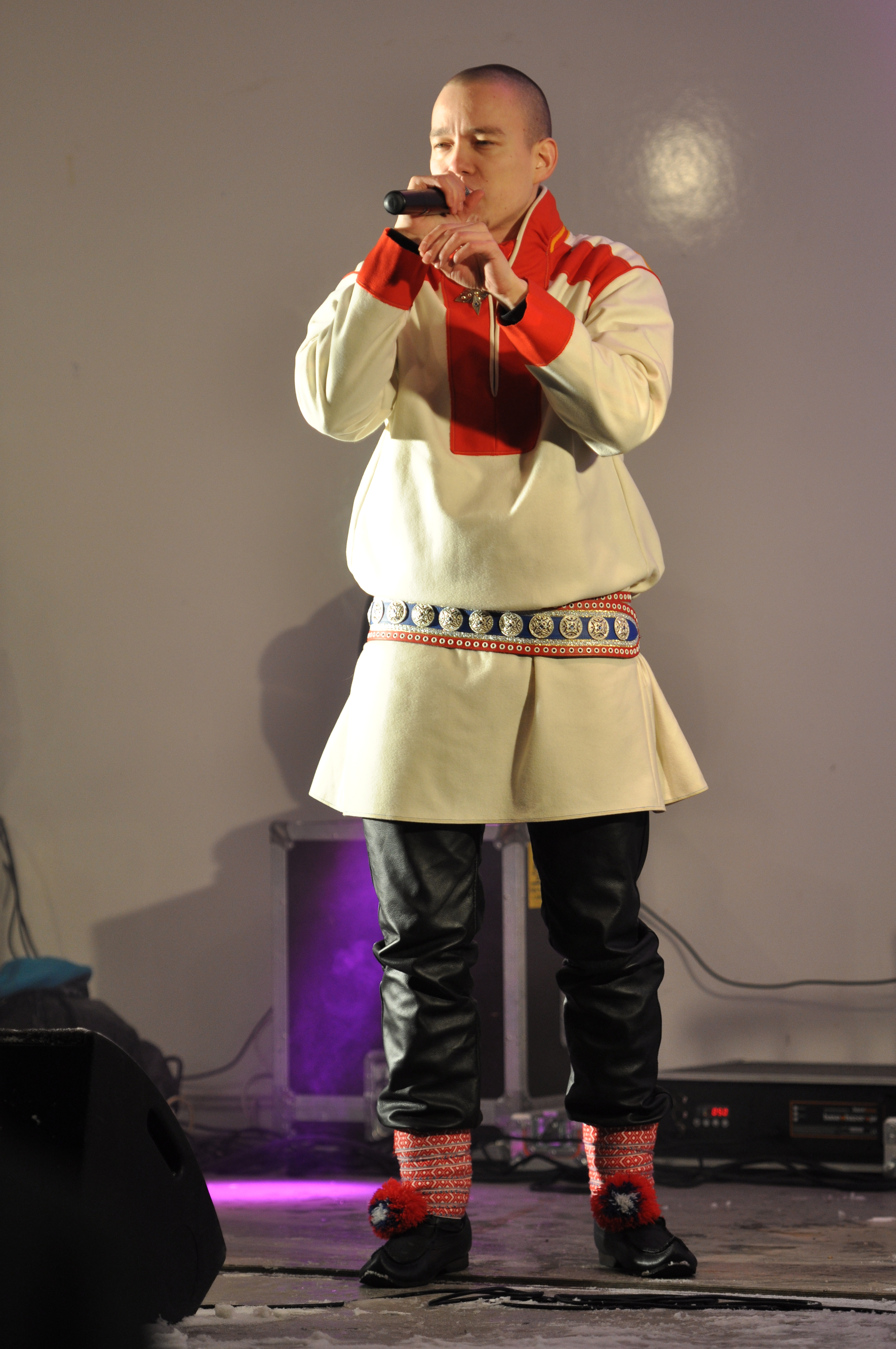

Áilu Valle är en samisk rappare från Utsjoki kommun i Finland som rappar på nordsamiska, finska och engelska. 2019 vann han Statspriset i barnkultur, ett av de 14 pris som Centret för konstfrämjande delar ut varje år.

## Diskografi
- Kids album: Hoŋkoŋdohkká, 1994
- Ailu Valle: Dušši dušše duššat (2012, Tuupa Records)
- Pummiharmonia: Parasta ennen (2012, author’s edition)
- Pummiharmonia: Bardo (2014, MediaCroco Records)
- Ailu Valle: 7 (2015, Tuupa Records)
- Ailu Valle: Viidon sieiddit (2020)

### Singlar
- Räppärit rasismia vastaan, 2015
- Ylva ft. Ailu Valle: Roryda, 2015
- Amoc ft. Ailu Valle:  Kiälláseh, 2016
- Horagállis, 2020